# Thrixspermum canaliculatum
Thrixspermum canaliculatum är en orkidéart som beskrevs av Johannes Jacobus Smith. Thrixspermum canaliculatum ingår i släktet Thrixspermum och familjen orkidéer. Inga underarter finns listade i Catalogue of Life.